# 山口武平
山口 武平（やまぐち ぶへい、1921年〈大正10年〉5月19日 - 2018年〈平成30年〉7月27日）は、日本の政治家。位階は正五位。
茨城県猿島郡神大実村助役、茨城県議会議員（14期）、茨城県議会議長（第64・97代）、全国都道府県議会議長会長、自由民主党茨城県支部連合会会長、同連合会最高顧問などを歴任した。

## 来歴・人物

### 生い立ち
茨城県猿島郡神大実村（現在の坂東市）出身。茨城県立水海道中学校を経て、秋田鉱山専門学校卒業。
神大実村の助役を経て、1955年に茨城県議会議員選挙に初当選を果たした。同期には梶山静六（のちの内閣官房長官）がおり、梶山が国政に転出した後も盟友の関係であり続ける。1966年に茨城県議会議長選出をめぐる茨城県議会黒い霧事件で起訴され、最高裁判所まで争うが1989年1月に懲役8月執行猶予3年・追徴金20万円の有罪判決が確定した。

### 国政選挙
1972年に中村喜四郎（先代）死去にともなう参議院議員補欠選挙に、自民党本部や茨城県支部連合会の公認で出馬するが、中村後援会の「喜友会」を中心に多数の造反者が出て、無所属で出馬した喜四郎未亡人の登美に敗れる。1971年、岩井市制（当時）にともなう茨城県議会議員補欠選挙で返り咲くが、その後も中村喜四郎（2代目）とは対立関係が続いていた。

### 政治家として
自由民主党茨城県支部連合会では、1974年に幹事長、1987年に会長を務めた。自身の選挙には平沼赳夫や麻生太郎らが駆けつけ「全国の県議のなかで一番中央に顔が利くのはこの山口さん」と応援し、内閣総理大臣小泉純一郎訪朝時には前夜に電話を通じて会談するなど、全国有数の勢力を誇る県議会自民党を背景に、国会議員の地位にはないものの県政はおろか国政にまで影響を及ぼしている。陳情の際は、国会議員より上座に座るという。
2005年10月2日に茨城県議会議員50年在職表彰を受けた。2006年の茨城県議会議員選挙で、広島県議会議員の大山広司や滋賀県議会議員の北川弥助に並ぶ14選を無投票で果たし、全国タイとなった。平成18年第1回定例会における前議長辞職に伴う議長選挙で、2度目となる第97代議長に就任した。また、地方の代表としての三位一体の改革での政府との交渉役として、全国都道府県議会議長会で第60代会長に就任した。85歳での会長就任は同会史上最高齢である。
2009年8月30日投開票の茨城県知事選挙で、自民党推薦の小幡政人が敗れ、また同日の総選挙でも惨敗した責任を取り、同年9月7日に県連会長辞任を表明。県連最高顧問となる。県連幹事長に就任して以来35年に及んだ山口体制は終焉を迎えた。
2010年10月23日、同年12月の県議選に立候補せず、引退する意向を表明した。
県議引退後も県連最高顧問として政治活動を継続し、90歳を超えても各種選挙の応援などに姿を見せていた。
2018年7月27日に死去、97歳没。死没日をもって正五位に叙される。

## その他
母校の茨城県立水海道第一高等学校の同窓会である済美同窓会の会長（第4代）を長きにわたって務め、2006年には、山口武平伝刊行会が寄託した原資から「山口奨学基金」という奨学金制度が同校に創設された。

## 著書
- 『山口武平伝』（茨城新聞社、2005年）